# Liste der deutschen Botschafter in Rumänien
Die Liste der deutschen Botschafter in Rumänien enthält die jeweils ranghöchsten Vertreter des Deutschen Reichs und der Bundesrepublik Deutschland in Rumänien. Sitz der Botschaft ist in Bukarest.

## Deutsches Reich

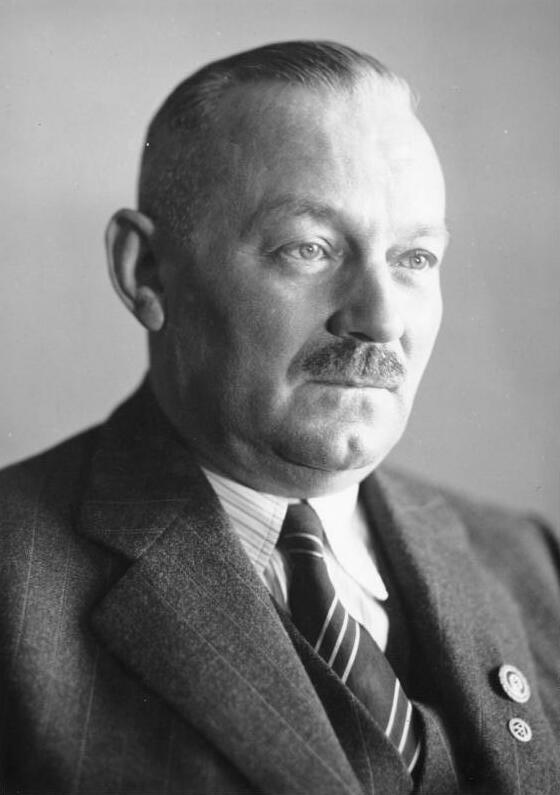
Manfred von Killinger (1940)

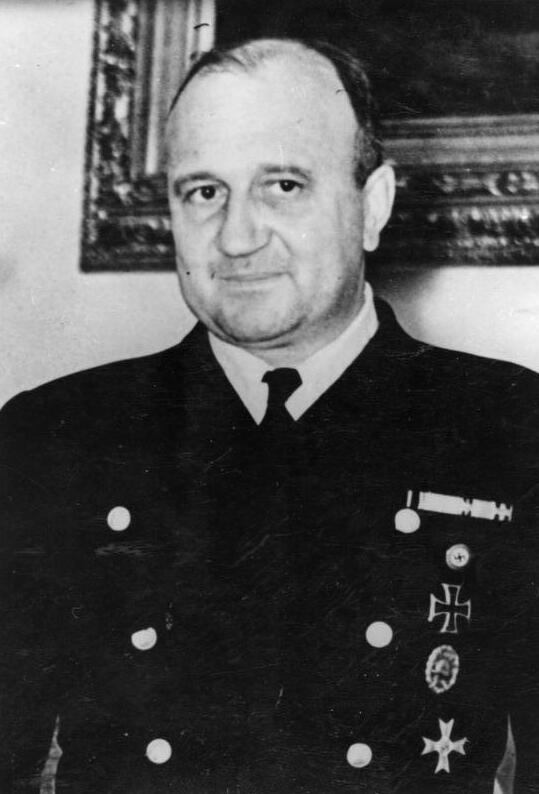
Carl August Clodius (1942)

| Name                                 | Amtszeit  | Anmerkungen                                                                                                 |
| ------------------------------------ | --------- | --- |
| Joseph Maria von Radowitz            | 1871–1872 | seit 1870 als Generalkonsul des Norddeutschen Bundes (Vorgänger: u. a. Heinrich von Keyserlingk-Rautenburg) |
| Richard Balduin von Pfuel            | 1872–1876 | Gesandter                                                                                                   |
| Friedrich Johann von Alvensleben     | 1876–1880 | Gesandter                                                                                                   |
| Ludwig Graf von Wesdehlen            | 1880–1882 | Gesandter                                                                                                   |
| Anton Saurma von der Jeltsch         | 1882–1885 | Gesandter                                                                                                   |
| Clemens Busch                        | 1885–1888 | Gesandter                                                                                                   |
| Bernhard von Bülow                   | 1888–1893 | Gesandter                                                                                                   |
| Kasimir Graf von Leyden              | 1893–1897 | Gesandter                                                                                                   |
| Hippolyt von Bray-Steinburg          | 1897–1899 | Gesandter                                                                                                   |
| Alfred von Kiderlen-Waechter         | 1899–1910 | Gesandter                                                                                                   |
| Friedrich Rosen                      | 1910–1912 | Gesandter                                                                                                   |
| Julius von Waldthausen               | 1912–1914 | Gesandter                                                                                                   |
| Hilmar von dem Bussche-Haddenhausen  | 1914–1916 | Gesandter Abbruch der diplomatischen Beziehungen am 28. August 1916                                         |
| Hans Freytag                         | 1921–1926 | Gesandter                                                                                                   |
| Gerhard von Mutius                   | 1926–1931 | Gesandter                                                                                                   |
| Friedrich Werner von der Schulenburg | 1931–1934 | Gesandter                                                                                                   |
| Georg von Dehn-Schmidt               | 1934–1935 | |
| Wilhelm Fabricius                    | 1936–1940 | Gesandter                                                                                                   |
| Manfred von Killinger                | 1941–1944 | Gesandter                                                                                                   |
| Carl August Clodius                  | 1944      | Gesandter                                                                                                   |

## Bundesrepublik Deutschland

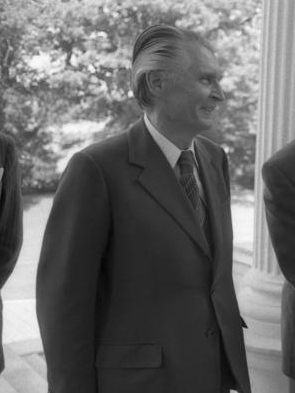
Erwin Wickert

| Name                           | Amtszeit  | Anmerkungen                               |
| ------------------------------ | --------- | ----------------------------------------- |
| Paul Graf Yorck von Wartenburg | 1964–1966 | Leiter der Handelsmission                 |
| Erich Strätling                | 1966–1971 | bis Januar 1967 Leiter der Handelsmission |
| Erwin Wickert                  | 1971–1976 |                                           |
| Richard Balken                 | 1976–1979 |                                           |
| Michael Jovy                   | 1980      |                                           |
| Hartmut Schulze-Boysen         | 1983–?    |                                           |
| Helmut Matthias                | 1987–?    |                                           |
| Klaus Terfloth                 | 1989–1992 |                                           |
| Anton Roßbach                  | 1992–1995 |                                           |
| Leopold Bill von Bredow        | 1996–1998 |                                           |
| Wolf-Dietrich Schilling        | 1998–2001 |                                           |
| Armin Hiller                   | 2001–2003 |                                           |
| Wilfried Gruber                | 2003–2006 |                                           |
| Roland Lohkamp                 | 2006–2009 |                                           |
| Andreas von Mettenheim         | 2009–2013 |                                           |
| Werner Hans Lauk               | 2013–2016 |                                           |
| Cord Meier-Klodt               | 2017–2021 |                                           |
| Peer Gebauer                   | 2021–2025 |                                           |
| Angela Ganninger               | seit 2025 |                                           |